# Maribyrnong International 2015
Die Maribyrnong International 2015 im Badminton fanden vom 16. bis zum 20. April 2015 in Maribyrnong statt.

## Austragungsort
- Maribyrnong Sports School

## Sieger und Platzierte
| Disziplin    | Gold                                      | Silber                          | Bronze                          |
| ------------ | ----------------------------------------- | ------------------------------- | ------------------------------- |
| Herreneinzel | Lu Chia-hung                              | Ernesto Velazquez               | Chi Yu-jen                      |
| Herreneinzel | Lu Chia-hung                              | Ernesto Velazquez               | Moch. Revindra Reyhaldi         |
| Dameneinzel  | Julia Wong Pei Xian                       | Wendy Chen                      | Joy Lai                         |
| Dameneinzel  | Julia Wong Pei Xian                       | Wendy Chen                      | Alice Wu                        |
| Herrendoppel | Darren Isaac Devadass Vountus Indra Mawan | Matthew Chau Sawan Serasinghe   | Lee Yan Sheng Lin Woon Fui      |
| Herrendoppel | Darren Isaac Devadass Vountus Indra Mawan | Matthew Chau Sawan Serasinghe   | Jagdish Singh Roni Tan          |
| Damendoppel  | Setyana Mapasa Gronya Somerville          | Wendy Chen Lin Shu-yu           | Erica Khoo Pei Shan Ti Wei Chyi |
| Damendoppel  | Setyana Mapasa Gronya Somerville          | Wendy Chen Lin Shu-yu           | Jennifer Tam Alice Wu           |
| Mixed        | Robin Middleton Leanne Choo               | Sawan Serasinghe Setyana Mapasa | Matthew Chau Gronya Somerville  |
| Mixed        | Robin Middleton Leanne Choo               | Sawan Serasinghe Setyana Mapasa | Roni Tan Ti Wei Chyi            |